# Niederländisch-Portugiesischer Krieg
Der Niederländisch-Portugiesische Krieg war ein Kolonialkrieg zwischen dem Königreich Portugal und der Republik der Vereinigten Niederlande, der in den Jahren von 1624 bis 1661 ausgetragen wurde. Die Hauptkampfhandlungen fanden in Südamerika und in Afrika statt. Der Konflikt endete ohne klaren Sieger.

## Vorgeschichte

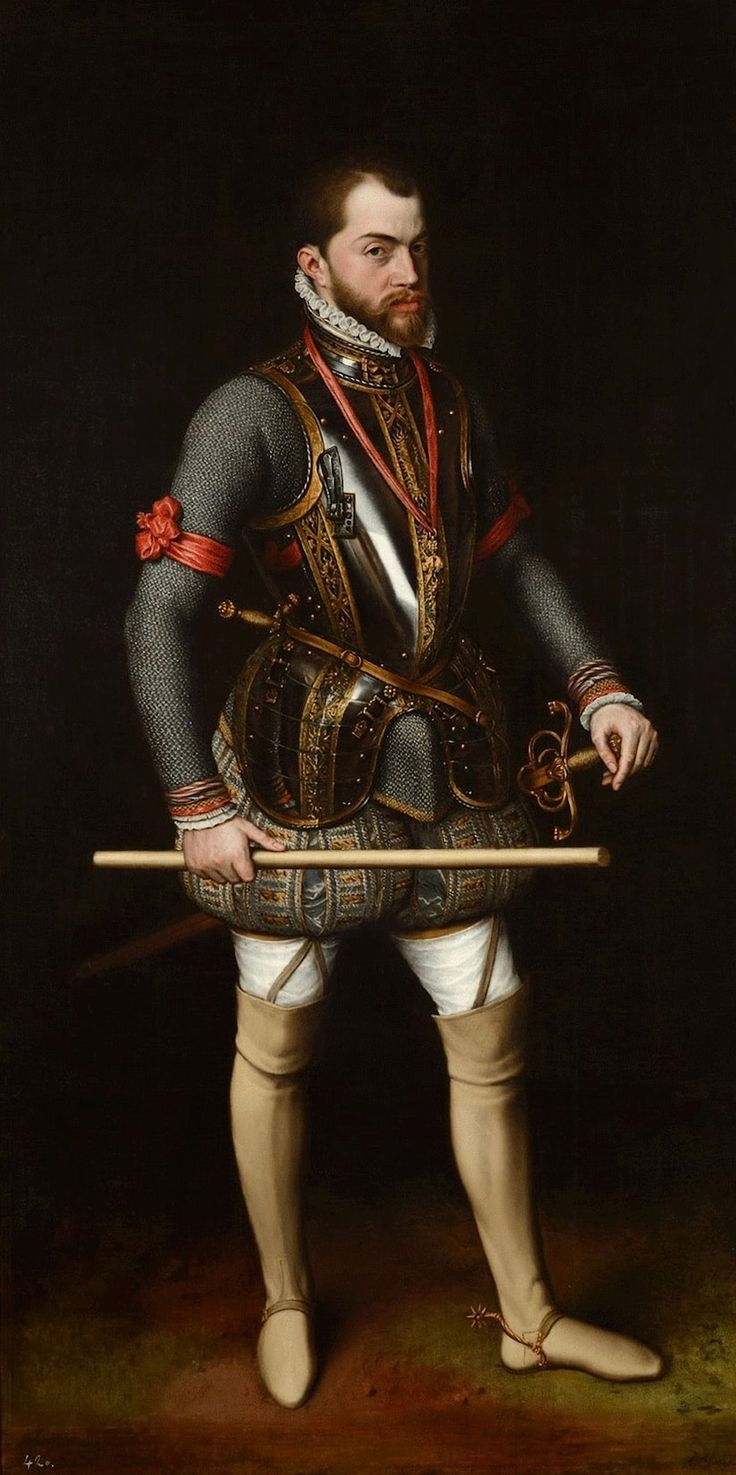
Philipp II. von Spanien; Porträt von Antonio Moro

Mit dem Tod Heinrichs I. (1512–1580) erlosch im Königreich Portugal das Herrschergeschlecht der Avis. Zu seinem Nachfolger wählten die portugiesischen Cortes im Jahre 1581 Philipp II. von Spanien (1527–1598), welcher nunmehr in Personalunion (in Portugal als Philipp I.) beide Reiche regierte. Somit wurde Portugal jedoch auch in die Kriege des Königreiches Spanien gegen England und die Vereinigten Provinzen der Niederlande verwickelt (→ Achtzigjähriger Krieg). Bereits während des fehlgeschlagenen Versuchs einer Invasion Englands im Jahre 1588 wurde der größte Teil der portugiesischen Flotte in die Niederlage der großen Spanischen Armada hineingerissen und stand fortan nicht mehr zum Schutz der portugiesischen Überseebesitzungen zur Verfügung.
Die Nachteile des spanischen Krieges für den portugiesischen Staat wurden bald offensichtlich. Im Jahre 1594 schloss König Philipp II. den Hafen von Lissabon für englische und niederländische Schiffe. Im folgenden Jahr überfielen englische Flotteneinheiten die Hafenstadt Faro und bald darauf begannen Aktivitäten englischer Piraten gegen Portugiesisch-Indien. Ab dem Jahr 1600 begann auch die neu gegründete Britische Ostindien-Kompanie sich der portugiesischen Stützpunkte im Fernen Osten zu bemächtigen. Im Jahre 1622 unterstützte sie die Araber bei der Eroberung des Stützpunktes Ormuz. Die Niederländer eroberten 1601 Malakka von den Portugiesen und gründeten im Jahr darauf eine eigene Ostindien-Kompanie, welche zum portugiesischen Indienhandel konkurrierte. Wenige Jahre später folgten zum Nachteil Portugals noch eine Dänische, eine Schwedische und eine Französische Kompanie.
Als besonders nachhaltig erwies sich diese Entwicklung in Südamerika. Bereits 1593 und 1604 überfielen englische und niederländische Freibeuter die portugiesischen Städte in der Kolonie Brasilien. Die 1621 gegründete Niederländische Westindien-Kompanie begann jedoch bald mit einer kolonialen Expansion im atlantischen Raum, die den Beginn eines regelrechten Krieges markierte.

## Kriegsverlauf

### Die Niederlande in der Offensive (1624–1640)

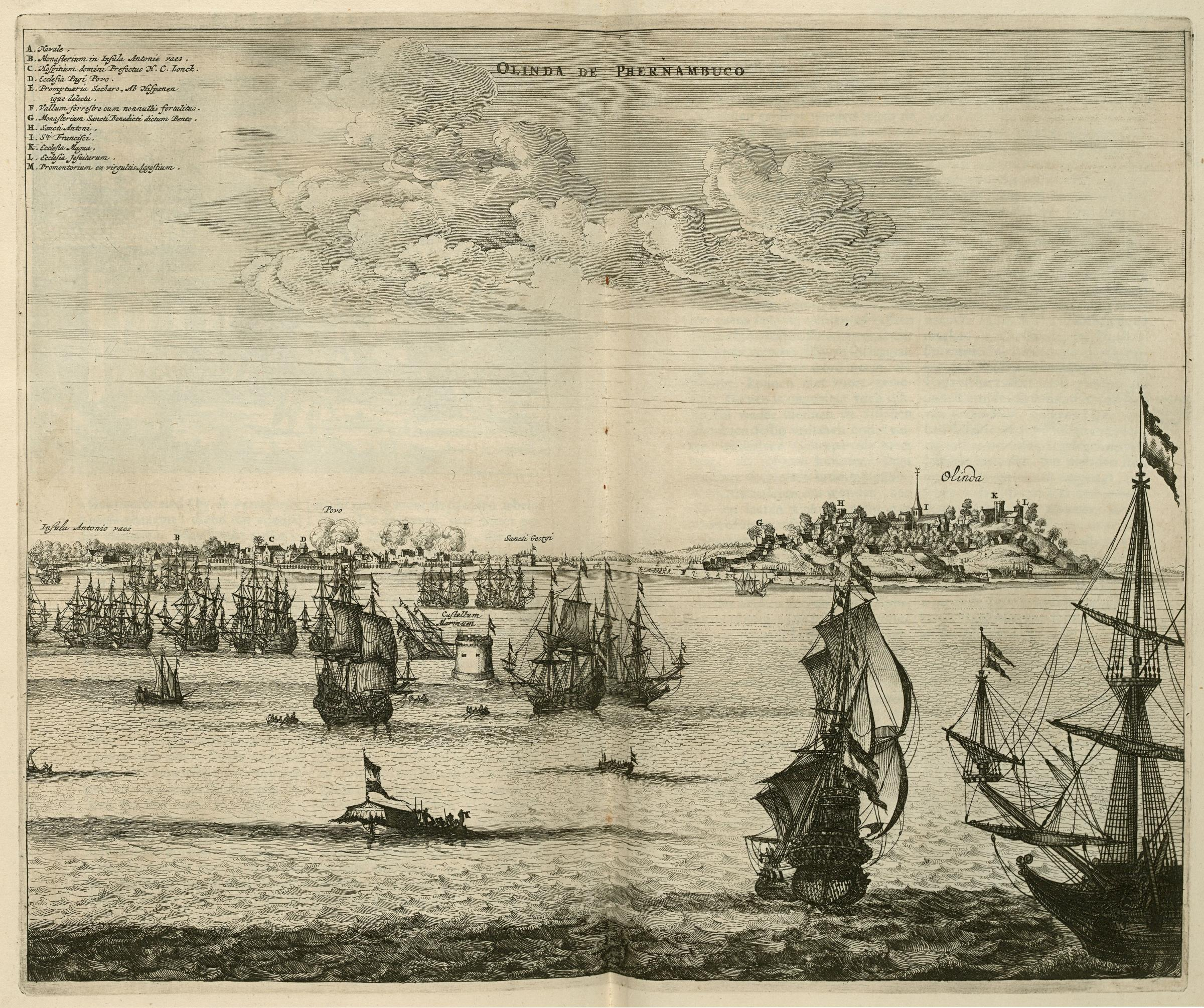
Einnahme von Olinda 1630; Stich von 1671

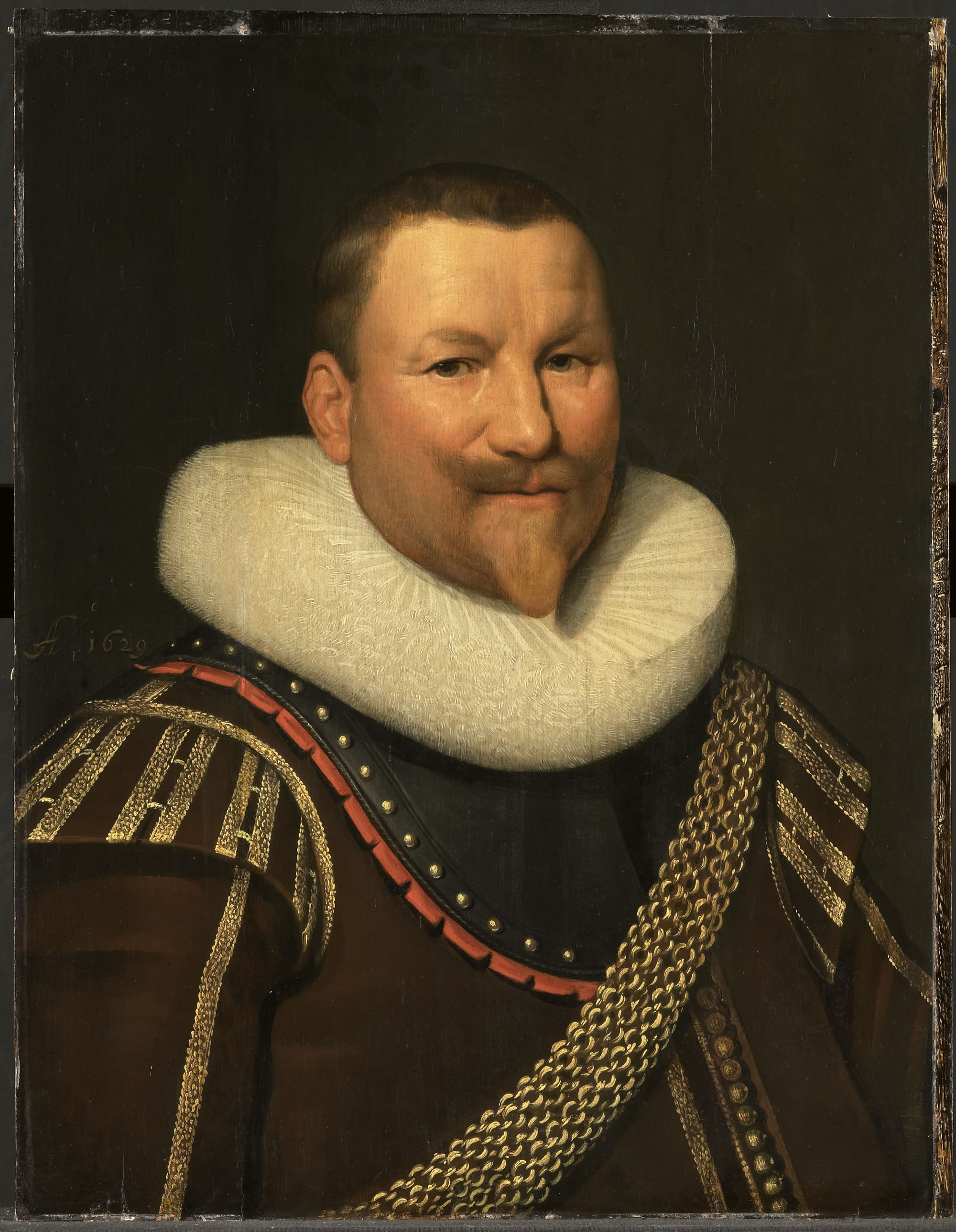
Piet Heyn (1577–1629); Porträt von Jan Daemen Cool

Im Jahre 1624 eroberte eine Flotte der Kompanie unter dem Kommando von Jacob Willekens und Piet Pieterszoon Heyn mit 26 Schiffen die Stadt Bahia von den Portugiesen. Danach wandte sie sich nach Afrika, um dort die portugiesische Stadt Luanda zu erobern, was allerdings misslang. Doch im folgenden Jahr wurde die Stadt am 30. April durch eine spanisch-portugiesische Expedition wieder zurückerobert. Nachdem ein zweiter Eroberungsversuch 1627 fehlschlug, wandten sich die Niederländer nunmehr gegen Pernambuco, das Hauptproduktionsgebiet für Zucker und Holz. Admiral Loneq eroberte 1630 die Stadt Olinda und legte damit den Grundstein zur Kolonie Niederländisch-Brasilien, deren Hauptstadt bald Recife wurde. In den nächsten Jahren kam es zu wechselvollen Kämpfen gegen die portugiesischen Siedler unter den Generälen Matias de Albuquerque und Bagnuolo, sowie gegen spanisch-portugiesische Flotteneinheiten. Dabei erhielt die Kolonie kaum Unterstützung aus dem Mutterland. Dennoch setzten sich die Niederländer zunächst durch. Sie kaperten bis 1636 etwa 700 Schiffe, deren Wert ungefähr 100.000 Gulden betrug. Doch dies konnte die Kriegskosten der Kompanie nicht decken.
Um die Kolonie deshalb unabhängiger zu machen und somit Geld zu sparen, wurde Johann Moritz von Nassau-Siegen (1604–1679) am 4. August 1636 zum Statthalter von Neu-Holland ernannt und in die neue Kolonie entsandt. Mit ihm trafen am 23. Januar 1637 auch Techniker, Gelehrte und frische Truppen dort ein, die den Aufbau eines eigenen Staatssystems ermöglichten. Moritz von Nassau-Siegen konsolidierte die Kolonie und erweiterte sie nach Nordosten. Bis 1642 unterhielt die westindische Kolonie Garnisonen in Maranhão, Ceará, Rio Grande do Norte, Paraíba, Itamaracá, Pernambuco, Alagoas und Sergipe. Obwohl Moritz von Nassau-Siegen nie über mehr als 6000 Mann verfügte, versuchte er im Jahre 1638 vergeblich Bahia einzunehmen, doch im Jahre darauf gelang es ihm einen portugiesischen Angriff auf Refice abzuwehren. Zu einem entscheidenden Kampf kam es vom 12. bis zum 17. Januar 1640 in der Seeschlacht bei Itamaracá, in welcher die niederländische Flotte einen klaren Sieg über die spanisch-portugiesische Flotte des Grafen La Torre errang.
Wirtschaftlich war Brasilien außerdem eng mit den portugiesischen Kolonien an der westafrikanischen Küste verbunden, denn von dort bezog es Arbeitssklaven. Es war deshalb natürlich, dass die Westindien-Kompanie auch diese Stützpunkte zu erobern versuchte. Die vorangegangenen Versuche der Jahre 1603, 1606 und 1607 das Fort Elmina an der Küste Guineas einzunehmen waren gescheitert. Auch eine Unternehmung Piet Heyns war 1624 misslungen und einen letzten Versuch Jan Dirickszons, in der Schlacht um Elmina 1625 die Festung mit 15 Schiffen und 1200 Soldaten einzunehmen, vereitelte der portugiesische Gouverneur Francisco de Sotomaior. Im Jahre 1637 entsandte schließlich Moritz von Nassau-Siegen erneut eine Expedition (9 Schiffen; ca. 800 Soldaten) gegen Elmina und eroberte den strategischen Stützpunkt.

### Die Zeit des Waffenstillstandes (1641–1648)

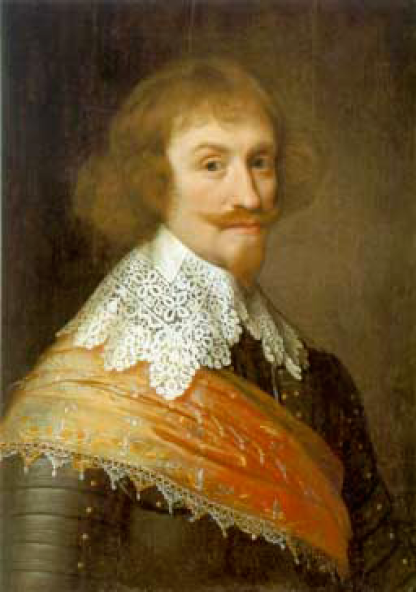
Johann Moritz von Nassau-Siegen; Porträt von V. Mierefeld

Im Dezember des Jahres 1640 kam es zu einem Umsturz in Portugal. Der portugiesische Adel erklärte sich von Spanien unabhängig und wählte Johann IV. (1604–1656) aus dem Haus Braganza zum neuen König. Einerseits verloren die portugiesischen Kolonien damit den Rückhalt der spanischen Militärmacht, doch andererseits mussten auch die Vereinigten Niederlande an einem Ende des kostspieligen Krieges interessiert sein. Es erging die Anordnung an alle Untertanen der Generalstaaten, fortan zumindest im europäischen Raum keine Kriegshandlungen mehr gegen Portugal zu unternehmen. Im Jahre 1641 kam es zu Verhandlungen in Den Haag. Dem portugiesischen Gesandten Tristão de Mendonça Furtado ging es um den Abschluss eines Waffenstillstandes, während über die Rückerstattung des portugiesischen Kolonialbesitzes (gegen hohe Abfindungen) und ein Bündnis gegen Spanien weiter verhandelt werden sollte. Die niederländischen Handelskompanien waren dagegen an einem sofortigen Friedensschluss interessiert, der ihren Besitzstand absichern sollte oder zumindest an einem auf Europa beschränkten Frieden, der ihre Finanzen entlasten würde. Dennoch ging der Statthalter der Vereinigten Niederlande Prinz Friedrich Heinrich (1584–1647) auf das Waffenstillstandsangebot der Portugiesen ein. Dies führte umgehend auch zu einer Entspannung in Brasilien, wo nun erstmals Gefangene ausgetauscht wurden und die portugiesischen Guerillas aus Neu-Holland abgezogen wurden. Dennoch zögerten beide Seiten noch mit der Ratifizierung des Waffenstillstandes, um vielleicht noch Vorteile zu erringen. So entsandte Moritz von Nassau-Siegen eine weitere Expedition nach Afrika, die noch 1641 in Portugiesisch-Angola die Städte Luanda und Benguela ebenso wie die Inseln São Tomé und Annobón einnahm. An der Goldküste eroberte sie zudem Adras, Minas und Calabares. Mit diesem Schritt verfolgte er zwei Ziele: Einmal wollte sich die Westindien-Kompanie eine eigene Sklavenquelle verschaffen und zugleich der spanisch-portugiesischen Wirtschaft schaden. Erst danach wurde der Waffenstillstand auch in der Praxis respektiert.
Doch kurz darauf brach im Jahre 1642 in Maranhão ein Aufstand gegen die niederländische Herrschaft aus. Er nahm schnell größere Ausmaße an, ohne dass Moritz von Nassau-Siegen die Mittel besaß, ihn wirksam zu bekämpfen. Durch das Waffenstillstandsabkommen waren die Aktienkurse der Westindien-Kompanie, die nun nicht mehr mit den Prisen aus den Kaperfahrten rechnen konnte, gefallen. Dementsprechend waren auch die Subsidien für die Kolonie Neu-Holland gesenkt worden. Unter diesen Umständen bat Moritz von Nassau-Siegen frustriert um seine Entlassung und verließ im Mai 1644 den Kontinent. Die Regierung wurde danach von einem zivil-militärischen Rat übernommen. Nur wenige Monate später brach in Pernambuco unter Führung des Mulatten João Fernandes Vieira ein weiterer Aufstand gegen die niederländische Regierung aus. Die portugiesische Verwaltung in Bahia hielt sich zunächst zurück und leistete den Aufständischen keine Hilfe. Erst als Vieiras Guerillas bei Tabocas (15 Kilometer von Recife) einen militärischen Erfolg gegen die niederländischen Truppen verbuchen konnten und in der Folge das gesamte Land mit Ausnahme der Städte kontrollierte, entschloss sich Generalgouverneur Telles da Silva zur Aufstellung von zwei Regimentern. Offiziell sollten sie den Niederländern zu Hilfe kommen, doch tatsächlich waren sie zur Unterstützung der Aufständischen gedacht. Als diese Regimenter in den Kampf eingriffen, wurde die Lage der Niederländer zusehends kritisch.
Im Jahr 1648 flammte der Krieg vollends wieder auf. Zunächst scheiterten zwei Vorstöße der niederländischen Truppen gegen Bahia und zum Rio São Francisco. Danach liefen die indianischen Hilfstruppen zu den Portugiesen über und am 19. April erlitten sieben niederländische Regimenter (ca. 4.500 Mann) unter Generalleutnant Siegmundt von Schkoppe bei Guararapes (südlich von Recife) eine schwere Niederlage gegen nur 2.400 Portugiesen unter dem vereinten Kommando von Fernandes Vieira, Vidal de Negreiros, Felipe Camarão und Henrique Dias, die auf einem Hügel verschanzt lagen. Nach diesem Sieg fiel Olinda in portugiesische Hand. Die Portugiesen nutzten die Gelegenheit und starteten eine Expedition an die afrikanische Westküste, wo sie mit minimalem Aufwand die verlorenen Stützpunkte zurückeroberten. Nach Ansicht des Historikers William C. Atkinson war diese Operation die Vorentscheidung des Krieges. Durch die Kontrolle des Sklavenhandels wurde die portugiesische Position in Südamerika erheblich verbessert, während die niederländische einen schweren wirtschaftlichen Schlag erlitt.

### Die portugiesische Offensive (1649–1661)

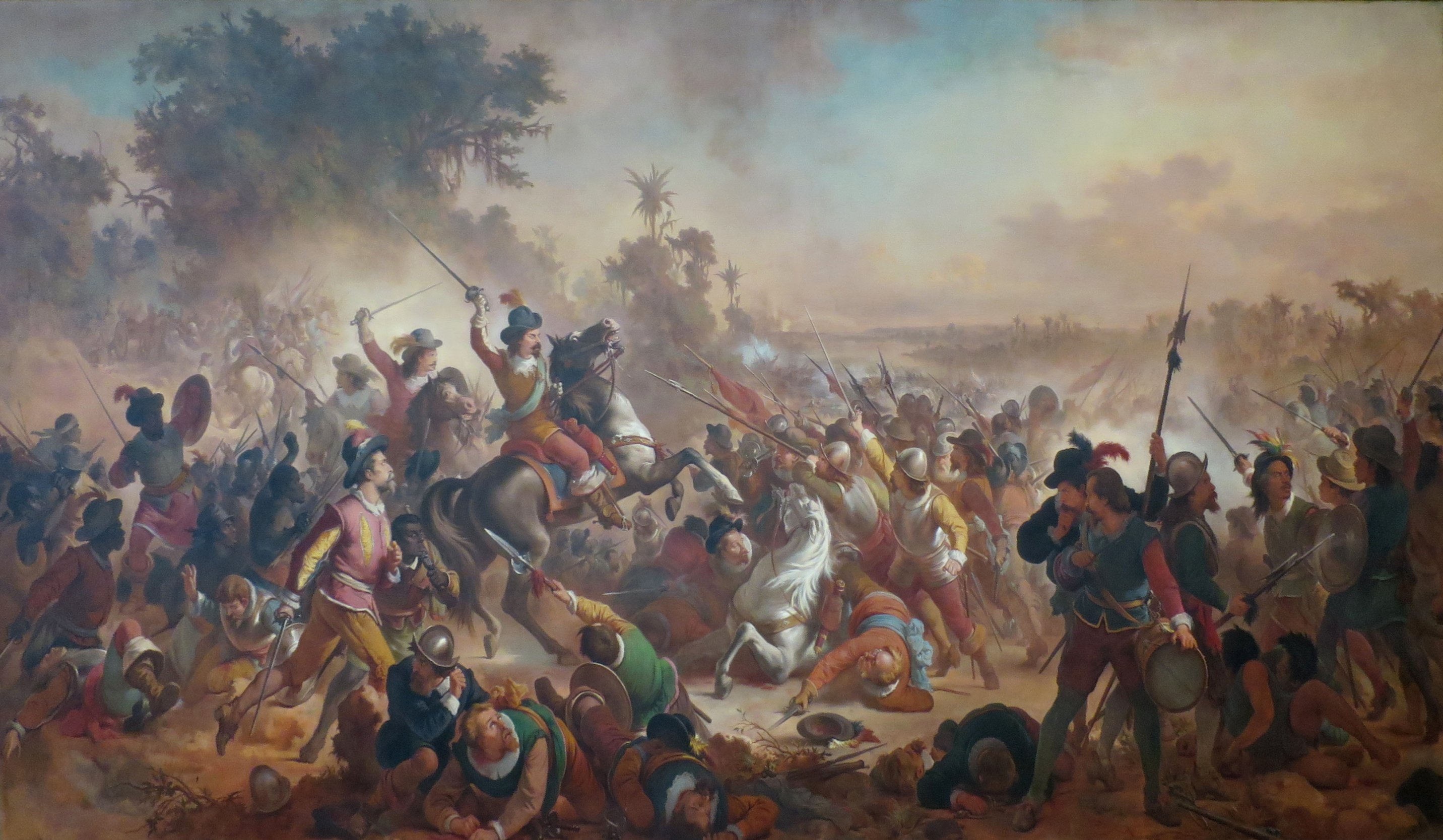
Schlacht bei Guararapes am 19. Februar 1649; Gemälde von Victor Meirelles (1879)

Nun erst begann auch die portugiesische Krone den Krieg gegen die Niederlande wieder aufzunehmen. Ihre Mittel dazu waren begrenzt, da sie sich selbst gerade in einem Unabhängigkeitskrieg gegen Spanien befand (→ Restaurationskrieg). Dieser Konflikt verlangte den größten finanziellen Aufwand auf die Iberische Halbinsel zu richten und auch die Flotte bestand nur aus wenigen Schiffen. Deshalb entschloss sich die portugiesische Regierung dazu auch eine Handelskompanie einzurichten, welche den wirtschaftlichen und militärischen Verkehr mit den Kolonien unterhalten sollte. Per Dekret des portugiesischen Königs Johann IV. wurde daher am 10. März 1649 die Allgemeine Gesellschaft des Brasilienhandels (port.: Companhia Geral do Comércio do Brasil) gegründet. Sie hatte ihren Sitz in Lissabon und war gesetzlich dazu verpflichtet 36 Schiffe zu unterhalten und die Handelswege zu schützen. Diese Aufgabe erfüllte sie weitgehend und brachte wichtige Rüstungsgüter nach Südamerika.
Am 19. Februar 1649 kam es zur zweiten Schlacht bei Guararapes. Dieses Mal verteidigten die Niederländer die Hügel, wurden jedoch von einer portugiesischen Übermacht eingeschlossen und aufgerieben. Etwa 1000 Niederländer fielen in der Schlacht gegenüber 47 Portugiesen, sowie 60 Indios und Schwarzen. Der Krieg zog sich in den nächsten Jahren noch ergebnislos in die Länge. Die Niederländer verteidigten die festen Plätze und wurden dabei schrittweise zurückgedrängt. Ab 1652 war ihre Lage aussichtslos geworden. In Europa wurden die Vereinigten Niederlande in einen Krieg gegen das Commonwealth of England verwickelt (→ Englisch-Niederländischer Krieg (1652–1654)), der sämtliche Kräfte band. Ende des Jahres 1653 hielt sich nur noch Recife. Als Johann IV. eine Flotte aussandte um die niederländische Kolonie auch von See her abzuschneiden, musste die Garnison am 26. Januar 1654 kapitulieren. Damit war ganz Neu-Holland wieder in portugiesischem Besitz.

### Die Formen des Kolonialkrieges

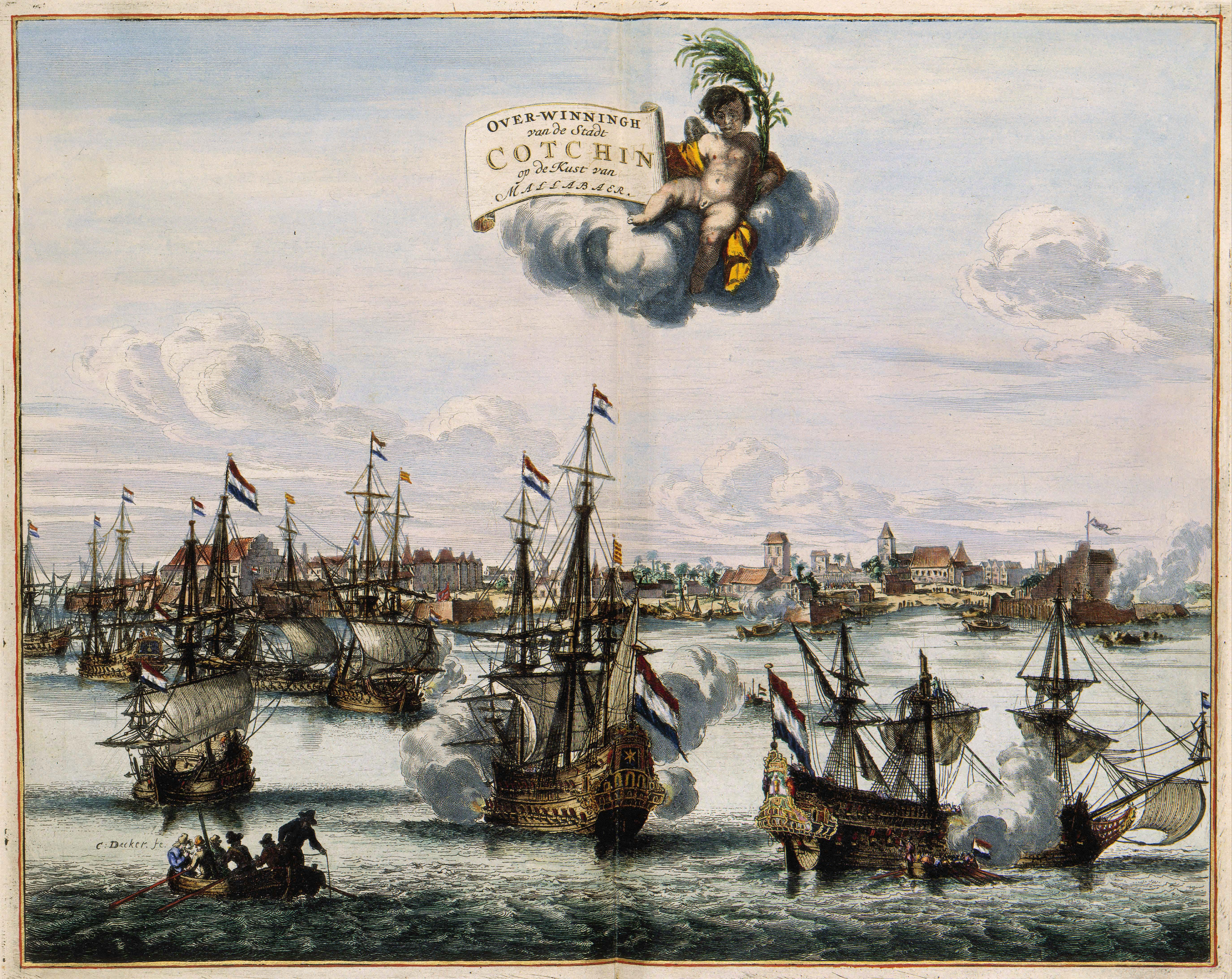
Schlacht bei Kochi an der Küste von Malabar (1663)

Die Kriegführung in Brasilien unterschied sich wesentlich von den zu jener Zeit üblichen Formen in Europa. Vor allem die portugiesischen Einwohner verfolgten eine Guerillataktik, deren markantestes Element der Überfall aus dem Hinterhalt war. Dabei wurden Gefangene rücksichtslos behandelt, was zu heftigen Protesten der niederländischen Kolonialverwaltung unter Prinz Johann Moritz führte. Sie drohte im Gegenzug mit Repressalien gegen die Zivilbevölkerung. Die Portugiesen behandelten die Niederländer oft als Piraten und beschuldigten sie, sich mit „menschenfressenden“ Tapuja-Indios verbündet zu haben. Tatsächlich neigten die Indios zu eigenmächtigen Massakern an ihren Feinden.
Das reguläre Militär der niederländischen Westindien-Kompanie setzte sich überwiegend aus wenig disziplinierten und oft schlecht versorgten Soldaten zusammen, die den verschiedensten Nationen angehörten: Niederländer, Deutsche, Franzosen, Engländer und Polen. Oftmals handelte es sich um Söldner, in anderen Fällen jedoch um Siedler, denen man für ihren Kriegsdienst Land versprach. Die portugiesischen Streitkräfte waren ebenfalls sehr heterogen: Verbündete Indios, missionierte Indios, von den Plantagen rekrutierte schwarze Sklaven, Mischlingseinheiten aus den Grenzregionen, ein früher aus Spanien entsandtes Korps aus Neapolitanern, Spaniern und Portugiesen und schließlich die milizartigen Formationen der portugiesischen Siedler. Die Truppen waren den niederländischen Verbänden qualitativ unterlegen und oft nur mit landwirtschaftlichen Werkzeugen, wie Macheten und Heugabeln bewaffnet. Die Sklaven und verbündeten Indios erwiesen sich im Verlauf des Krieges als besonders unzuverlässig. Viele wechselten je nach Kriegslage die Lager, auch mehrmals.

## Friedensschluss und Folgen
Im Jahre 1657 griffen die Niederländer erstmals das portugiesische Mutterland an und blockierten drei Monate lang Lissabon. Bis zum endgültigen Friedensschluss zwischen den beiden Mächten verlor Portugal praktisch alle seine Besitzungen in Ostasien. 1655 fiel Ceylon, und 1663, nach einem ersten Friedensvertrag im August 1661 ging Malabar verloren. Nur Portugiesisch-Indien, Macau, Timor und einige weitere Besitzungen auf den Kleinen Sundainseln blieben portugiesisch. Beim endgültigen Friedensschluss im Jahre 1663 behauptete Portugal jedoch weiterhin die Küsten Brasiliens und Westafrikas, obwohl es dafür eine Geldentschädigung an die Vereinigten Niederlande entrichten musste.
Nach dem Historiker Jaime Cortesão erzeugte der gemeinsame Kampf von Indios, Sklaven und portugiesischen Siedlern zum ersten Mal ein „brasilianisches Gemeinschaftsgefühl“, während die konfessionelle Komponente des Konfliktes dem Krieg das Gepräge eines Kreuzzuges verlieh.
Brasilien entwickelte sich nach dem Verlust ostindischer Kolonien und dem Rückgang des Ostindienhandels zum wichtigsten und vor allem ertragreichsten Kolonialbesitz Portugals. Der dort mit Hilfe afrikanischer Sklaven angebaute Rohrzucker und, ab Anfang des 18. Jahrhunderts, vor allem Gold und Diamanten wurden nun zur Grundlage von Portugals Reichtum.